# Пристанищна кула на „Свети Павел“
Пристанищната кула на „Свети Павел“ (на гръцки: Παλιόπυργος Αρσανά Αγ. Παύλου) е отбранително съоръжение, разположено на полуостров Света гора, Халкидики, Гърция.

## Местоположение
Кулата е разположена на 5 минути северно от новото пристанище (арсана) на манастира „Свети Павел“ и е разположена близо до коритото на потока Ксиропотамос.

## История
Кулата е построена за да защитава арсаната. Изглежда вероятно крепостната стена около кулата принадлежи към ранната османска епоха (XV век), докато кулата вероятно е по-стара (XIV век).
Старата арсана е унищожена при наводнение на Ксиропотамос в 1821 година. Сериозни щети са нанесени на кулата и при голямото наводнение от 1911 година, което помита всичко в района.
Към началото на XXI век кулата е в развалини. В 2020 година кулата е реставрирана.

## Описание
Крепостната стена около кулата създава малък крепостен комплекс.
Различната датировка на двете части на укреплението се дължи на разликите в зидарията им, различната конструкция и състав на техните хоросани, както и различната дълбочина на основите – 4,0 m за кулата и 2,5 m за заграждението.
Кулата има правоъгълен план с външни размери 8,90 m х 9,90 m и днес се издига на 18,0 m над наносния терен. Периметровите укрепления не са запазени, с изключение на следи в югоизточния ъгъл. Стените на кулата са от големи местни речни камъни и варокерамичен хоросан с минимално използване на тухли.
Дебелината на зидарията варира от 2,0 m на първо ниво до 1,0 m на последното ниво на кулата. Кулата, в последната си фаза, изглежда е имала шест подови нива, от които първите две са високи 4,80 m, а останалите четири са високи 2,25 m. Към началото на XXI век нито един от етажите не е оцелял.
От западната страна е входът. Вратата, с размери на отвора 0,90 m х 1,50 m вероятно е бил дървена, обшита с хоризонтални метални ленти.
Вътрешната комуникация с третото ниво се осъществена с каменна вита стълба от осемнадесет стъпала, вградена в дебелината на зидарията на югозападната страна на кулата, запазена и до днес. Комуникацията между етажите над третото ниво трябва да се е осъществявала чрез вертикални дървени стълби в контакт със стената.
Пристроеното укрепено ограждение има трапецовиден план с размери 9,80 m х 11,20 m с малка основа от западната страна на кулата. Общата оцеляла височина на стената, включително крепостните стени, над земята е 8,00 m. Дебелината на стената от всичките ѝ страни е 1,00 m.